# Al-Churajbat
Al-Churajbat (arab. الخريبات) – miejscowość w Syrii, w muhafazie Tartus. W 2004 roku liczyła 1464 mieszkańców.